# Sabato sera (programma televisivo)
Sabato sera è stato un programma televisivo italiano di varietà, trasmesso sul Programma nazionale in dieci puntate dal 1º aprile al 10 giugno 1967.

## Produzione
Gli autori erano Antonello Falqui, Antonio Amurri e Maurizio Jurgens, le musiche erano di Bruno Canfora, la scenografia di Tullio Zitkowsky e la regia di Antonello Falqui.
Il programma, simile sotto molti aspetti a Studio Uno, varietà andato in onda fino all'anno precedente, era condotto da Mina, affiancata da un conduttore che cambiava di puntata in puntata. Il cast era completato dalla ballerina Lola Falana, dai coreografi Lester Williams e Don Lurio, dal cantante Rocky Roberts, che cantava la sigla iniziale, la celebre Stasera mi butto (poi usata come sigla iniziale dell'omonima trasmissione) e dall'attrice Franca Valeri.
Lo si ricorda anche per la particolare - e, per l'epoca, inusuale - disposizione del pubblico e degli orchestrali, sistemati su due lati in uno studio di forma rettangolare con due corridoi, uno verticale e l'altro orizzontale, che li suddividevano in quattro spazi distinti; nei due spazi superiori era sistemata l'orchestra, nei due spazi inferiori erano posizionati gli spettatori.
La prima puntata, andata in onda il 1º aprile 1967, fu condotta da Mina e Johnny Dorelli e andò in onda in tutti i sabati successivi, tranne quello precedente la domenica di Pasqua.

## Ospiti
In ogni puntata intervenivano vari ospiti.
Nella nona puntata, il 3 giugno 1967, gli ospiti furono Paolo Stoppa e Rina Morelli che presentarono una scenetta di Eleuterio e Sempre Tua, intitolata Il libro di Pirandello, tratta dal programma Gran varietà, circa un mese prima dell'inizio della loro seconda stagione di presenza fissa nella trasmissione radiofonica.
Nella decima e ultima puntata della trasmissione, il 10 giugno 1967, fu memorabile la presenza contemporanea di Pippo Baudo, Mike Bongiorno, Corrado ed Enzo Tortora e il loro centone finale con Mina tratto da Quando dico che ti amo.
Il video di questa esibizione è disponibile nel DVD Gli anni Rai 1967-1968 vol. 5, che fa parte di un cofanetto monografico in 10 volumi pubblicato da Rai Trade e GSU nel 2008.